# Phulpur (Azamgarh)
Phulpur es un pueblo y nagar Panchayat situado en el distrito de Azamgarh en el estado de Uttar Pradesh (India). Su población es de 9329 habitantes (2011). 

## Demografía
Según el  censo de 2001 la población de Phulpur era de 8310 habitantes, de los cuales el 51% eran hombres y el 49% eran mujeres. Phulpur tiene una tasa media de alfabetización del 63%, superior a la media nacional del 59,5%: la alfabetización masculina es del 69%, y la alfabetización femenina del 57%.